# Градоли
Градоли (итал. Gradoli) је насеље у Италији у округу Витербо, региону Лацио.
Према процени из 2011. у насељу је живело 1305 становника. Насеље се налази на надморској висини од 461 м.

## Становништво
Према резултатима пописа становништва 2011. у општини је живело 1.474 становника.
| 1936. | 1951. | 1961. | 1971. | 1981. | 1991. | 2001. | 2011. |
| ----- | ----- | ----- | ----- | ----- | ----- | ----- | ----- |
| 2.303 | 2.358 | 2.179 | 1.849 | 1.707 | 1.548 | 1.496 | 1.474 |